# Червони, Жан-Батист
Жан-Батист Червони (фр. Jean-Baptiste Cervoni; 29 августа 1765, Соверия — 22 апреля 1809, Ширлинг, Верхний Пфальц) — французский наполеоновский военачальник.

## Биография
Жан-Батист Червони родился на Корсике, и происходил из известной дворянской семьи, долгое время участвовавшей в борьбе против господства генуэзцев над островом. Его предки участвовали в восстаниях против Генуи, один из них в чине полковника был убит в 1737 году, второй в 1738 году, третий в 1740 году скончался в изгнании в Риме.
Томаззо Червони, отец Жана-Батиста, сдержанно относился к Паскалю Паоли, с которым с которым у его семьи были не самые лучшие отношения. Это, в свою очередь, сближало семье Червони с семьей Буонапарте (Бонапартов).
Жан-Батист Червони появился на свет 27 августа 1765 года, когда будущность Корсики оставалась совершенно неопределённой. Его отец готовил сына к карьере юриста и отправил учится в Пизанский университет, однако медлительное преподавание и крючкотворство тяготили юношу. Ослушавшись воли отца, Жан-Батист бежал из Пизы во Францию и поступил там на военную службу. Однако, отец, задействовав свои связи, заставил его вернуться на Корсику и начать там карьеру юриста в одном из государственных учреждений. Только Великая французская революция освободила молодого и импульсивного Жана-Батиста от канцелярской деятельности, которая была ему ненавистна.
В 1792 году Червони вновь уехал на континент, где снова поступил во французскую армию. Он стал адъютантом полковника-корсиканца Рафаэля де Казабьянки, близкого друга семьи Бонапартов. В этом качестве Червони участвовал в осаде Тулона, которой фактически руководил комиссар конвента корсиканец Саличети, и где впервые проявился военный гений молодого Наполеона. Червони также отличился при осаде Тулона: он возглавил атакующую колонну, которая взяла штурмом английский редут, чем способствовала победе французской армии.

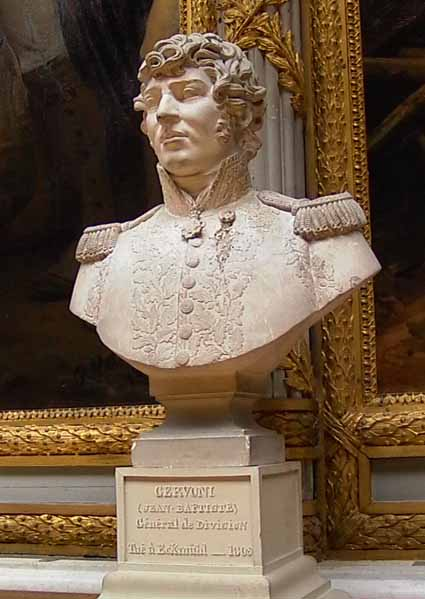
Бюст генерала Червони работы скульптора Пьетро Карделли. Версаль.

Уже вскоре Червони получил звание бригадного генерала, и в этом качестве многократно отличился в Италии, под командованием Шерера, Массены и Бонапарта. Действия Червони и его бригады при Лоано заслужили похвалу Массены. При Вольтри, Червони во главе 3 000 своих солдат противостоял энергичному натиску превосходящих австрийских сил генерала Болье, после чего в полном порядке отвёл свою бригаду на соединение с дивизией Лагарп. В дальнейшем Червони отличился в битвах при Лоди, Кастильоне, Арколе, Риволи — всё это на глазах у генерала Бонапарта, который высоко ценил своего земляка.
Произведённый в дивизионные генералы, Червони был назначен в состав армии, предназначенной для вторжения в Рим. Во время профранцузского восстания в Вечном городе генерал Бертье поручил Червони объявить Папе Римскому Пию VI, что волей народа форма правления в Риме изменена. Червони успешно справился с этой миссией.
В дальнейшем, на протяжении без малого девяти лет Червони бездействовал, возглавляя тыловые военные округа. Причиной этого, вероятно была размолвка между ним и Наполеоном. Он получил орден Почётного легиона степени легионера, а затем и степени командора, но не получил ни боевых назначений, ни маршальского жезла, который был вручён многим его соратникам по итальянской кампании: Бертье, Массене, Ожеро…
Только в 1809 году Червони удалось добиться возвращения в действующую армию — начальником штаба армейского корпуса своего старого боевого товарища маршала Жана Ланна, вероятно, по его настоянию и вопреки воле Наполеона. Однако, уже вскоре после прибытия к армии, Червони был убит ядром в Экмюльском бою, а спустя недолгое время скончался на руках у Наполеона и тяжело раненный австрийским ядром Жан Ланн. Наполеон, ценивший Ланна выше всех остальных своих военачальников, как полководца, как друга и как человека, распространил свою скорбь и на Червони, с которым до этого находился в конфликтных отношениях.
Забыв все разногласия, Наполеоне пожелал разместить статую Червони на мосту Согласия вместе со статуями других великих французов, но смена власти во Франции помешала реализации этого решения. И, тем не менее, память генерала Червони до сих пор чтят во Франции. Бюст Червони работы Пьетро Карделли украшает галерею Битв Версальского дворца, а имя военачальника выгравировано на парижской Триумфальной арке (восточная опора) среди имён других выдающихся военачальников революционной и наполеоновской эпохи.